# Biel (województwo warmińsko-mazurskie)
Biel (niem. Weißensee) – osada w Polsce położona w województwie warmińsko-mazurskim, w powiecie kętrzyńskim, w gminie Reszel.
W latach 1975–1998 miejscowość administracyjnie należała do województwa olsztyńskiego.

## Historia
Wieś została założona w pierwszej połowie XIV wieku w 1340 r.
Wieś ziemiańska, dobra służebne w posiadaniu drobnego rycerstwa (tak zwani wolni, ziemianie w języku staropolskim), z obowiązkiem służby rycerskiej (zbrojnej). 
Po II wojnie światowej w Bielu powstał PGR, który przed likwidacją jako obiekt produkcyjny wchodził w skład Zakładu Rolnego Czarnowiec.